# Carralcova
Carralcova é uma povoação portuguesa do Município de Arcos de Valdevez que foi sede da extinta Freguesia de Carralcova, freguesia que tinha 9,35 km² de área e 124 habitantes (2011), e, por isso, uma densidade populacional de 13,3 hab/km².
A Freguesia de Carralcova foi extinta em 2013, no âmbito de uma reforma administrativa nacional, tendo sido agregada à freguesia de Grade, para formar uma nova freguesia denominada União das Freguesias de Grade e Carralcova com sede em Grade.

## População
| População da freguesia de Carralcova | População da freguesia de Carralcova | População da freguesia de Carralcova | População da freguesia de Carralcova | População da freguesia de Carralcova | População da freguesia de Carralcova | População da freguesia de Carralcova | População da freguesia de Carralcova | População da freguesia de Carralcova | População da freguesia de Carralcova | População da freguesia de Carralcova | População da freguesia de Carralcova | População da freguesia de Carralcova | População da freguesia de Carralcova | População da freguesia de Carralcova |
| ------------------------------------ | ------------------------------------ | ------------------------------------ | ------------------------------------ | ------------------------------------ | ------------------------------------ | ------------------------------------ | ------------------------------------ | ------------------------------------ | ------------------------------------ | ------------------------------------ | ------------------------------------ | ------------------------------------ | ------------------------------------ | ------------------------------------ |
| 1864                                 | 1878                                 | 1890                                 | 1900                                 | 1911                                 | 1920                                 | 1930                                 | 1940                                 | 1950                                 | 1960                                 | 1970                                 | 1981                                 | 1991                                 | 2001                                 | 2011                                 |
| 301                                  | 348                                  | 339                                  | 298                                  | 331                                  | 318                                  | 292                                  | 333                                  | 350                                  | 335                                  | 326                                  | 240                                  | 176                                  | 132                                  | 124                                  |

| Distribuição da População por Grupos Etários | Distribuição da População por Grupos Etários | Distribuição da População por Grupos Etários | Distribuição da População por Grupos Etários | Distribuição da População por Grupos Etários | Distribuição da População por Grupos Etários | Distribuição da População por Grupos Etários | Distribuição da População por Grupos Etários | Distribuição da População por Grupos Etários | Distribuição da População por Grupos Etários |
| -------------------------------------------- | -------------------------------------------- | -------------------------------------------- | -------------------------------------------- | -------------------------------------------- | -------------------------------------------- | -------------------------------------------- | -------------------------------------------- | -------------------------------------------- | -------------------------------------------- |
| Ano                                          | 0-14 Anos                                    | 15-24 Anos                                   | 25-64 Anos                                   | > 65 Anos                                    |                                              | 0-14 Anos                                    | 15-24 Anos                                   | 25-64 Anos                                   | > 65 Anos                                    |
| 2001                                         | 7                                            | 15                                           | 56                                           | 54                                           |                                              | 5,3%                                         | 11,4%                                        | 42,4%                                        | 40,9%                                        |
| 2011                                         | 10                                           | 5                                            | 52                                           | 57                                           |                                              | 8,1%                                         | 4,0%                                         | 41,9%                                        | 46,0%                                        |

Média do País no censo de 2001:  0/14 Anos-16,0%; 15/24 Anos-14,3%; 25/64 Anos-53,4%; 65 e mais Anos-16,4%
Média do País no censo de 2011:   0/14 Anos-14,9%; 15/24 Anos-10,9%; 25/64 Anos-55,2%; 65 e mais Anos-19,0%